# 475 Ocllo
475 Ocllo è un asteroide areosecante. Scoperto nel 1901, presenta un'orbita caratterizzata da un semiasse maggiore pari a 2,5964245 UA e da un'eccentricità di 0,3788559, inclinata di 18,94675° rispetto all'eclittica.
L'asteroide è dedicato a Mama Ocllo, dea della fertilità e prima imperatrice nella cultura degli Inca. È stato il primo asteroide ad essere stato scoperto nell'America Meridionale e in tutto l'emisfero australe.